# 格雷格·凯尔塞
格雷戈里·凯尔塞（英語：Gregory Kelser，1957年9月17日—），美国NBA联盟前职业篮球运动员。他在1979年的NBA选秀中第1轮第4顺位被底特律活塞选中。